# Aboukaïa
Mademoiselle Aboukaïa, de son vrai nom Marie Angèle Balix, née le 28 mars 1868 à Tonneins dans le Lot-et-Garonne et morte le 6 décembre 1926 dans le 10e arrondissement de Paris, est une coureuse cycliste, acrobate et aviatrice française.

## Biographie
Elle commence le cyclisme vers 1895 au vélodrome des Arts Libéraux, et participe à des compétitions cyclistes à Buffalo, et au vélodrome d'hiver,,, lors des quelques meetings féminins qui y sont donnés, entre 1896 et 1899,,,.
En 1898, elle part faire une tournée en Angleterre avec un forain anglais, tournée qui s'avère financièrement désastreuse et elle a du mal à rentrer en France.
En 1899, elle court à Berlin et gagne une course en tandem associée à Victorine Reillo.
En 1904, elle présente des spectacles d'acrobatie à vélo, « Looping the Loop » au Casino de Paris, puis « La Flèche Humaine ». Elle est victime d'un accident au cirque de Reims, et un autre à Saint-Dizier. En 1906, elle fait des cascades en automobile dénommées « L'Auto-Aérolithe », ou « L'Auto-Bolide »,. De 1905 à 1909, elle parcourt le monde et fait plusieurs tournées aux États-Unis, notamment avec le cirque Barnum.
Fin 1909, elle souhaite accomplir des exhibitions périlleuses sur une Demoiselle. Avec son imprésario Tod-Lane, elle s'adresse à Dutheil et Chalmers et obtient des conditions très avantageuses en raison de la publicité que ses exercices sensationnels pouvaient apporter. Elle devait s'entraîner sur une Demoiselle mise à sa disposition. La presse de l'époque relaie l'information,,,,. Aboukaïa en appelle à la justice car son propre appareil ne lui a pas été livré à temps,.
En 1910, elle suit l'école de pilotage Farman à Etampes,, et écope de contraventions par le maire car elle conserve sa tenue d'aviatrice et non un « costume féminin » en ville,,,. Ensuite elle fait « La Comète Vivante »,, et fait une chute impressionnante en décembre 1910, au Casino de Paris, hospitalisée, elle ressort peu après. Cora Laparcerie organise une représentation à son bénéfice,,,.
À partir de 1914, elle est directrice d'un cirque en toile,. En mai 1914, des gradins de son cirque s'écroulent alors qu'il est installé à Saint-Mandé,.
Le 25 mars 1919, elle épouse Charles Thomas, un « artiste gymnasiarque » originaire de Saône-et-Loire, dans le 10e arrondissement de Paris.

## Iconographie
Elle apparait dans la collection de photographies sportives de Jules Beau (Tome 4 -années 1896 et 1897).

## Galerie
|                         |
| Photographie Jules Beau |

|         |
| Affiche |

|                                                                                           |
| La Comète Vivante exécutée par Mlle Aboukaïa en répétition à l'hippodrome de Philadelphie |

|                                     |
| Madame Aboukaïa sur biplan H.Farman |